# Radiazione solare globale in Italia

Animazione con le carte mensili della radiazione solare globale giornaliera media in Italia

La radiazione solare globale in Italia è il parametro meteorologico che misura la radiazione solare globale, il cui valore è ottenuto dalla somma della radiazione solare diretta e della radiazione globale diffusa ricevuta dall'unità di superficie orizzontale in Italia. Le unità di misura utilizzate sono i MJ/m² (megajoule su metro quadrato) per i valori medi che si registrano a larga scala, oppure i cMJ/m² (centesimi di megajoule su metro quadrato) per approfondimenti più dettagliati sui valori che si registrano nelle singole stazioni piranometriche.

## Radiazione solare globale giornaliera media mensile

### Gennaio
| < 4 MJ/m² 4 - 5 MJ/m² 5 - 6 MJ/m² | 6 - 7 MJ/m² 7 - 8 MJ/m² > 8 MJ/m² |

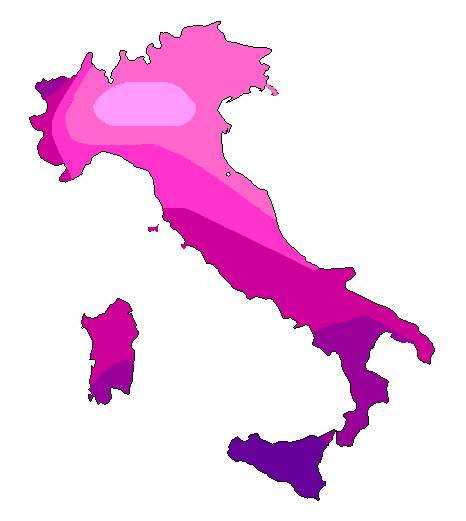
Carta della radiazione solare globale media in gennaio

Nel mese di gennaio, i valori medi più bassi sono inferiori o eguali a 4 MJ/m² e si registrano su gran parte della Lombardia (esclusi i settori più settentrionali e meridionali) e sul Veneto occidentale.
Valori medi compresi tra i 4 e i 5 MJ/m² si verificano sull'estremità orientale del Piemonte, sulle estremità settentrionali e meridionali della Lombardia, sui settori centro-orientali del Veneto, sul Trentino-Alto Adige, sul Friuli-Venezia Giulia, sull'Emilia centro-orientale, sulla Romagna e sulle Marche.
Valori medi compresi tra i 5 e i 6 MJ/m² interessano gran parte del Piemonte centro-occidentale, l'estremità sud-orientale della Valle d'Aosta, quasi tutta la Liguria (eccetto l'estremo ponente), l'Emilia centro-occidentale, la Toscana centro-settentrionale, l'Umbria, l'Abruzzo e il Molise.
Valori medi compresi tra i 6 e i 7 MJ/m² si registrano sulla fascia orientale e sud-occidentale della Valle d'Aosta, sull'estrema Liguria di ponente, sulla Toscana meridionale (compresa l'Isola d'Elba e di Pianosa, sul Lazio, sulla parte centro-settentrionale della Sardegna e della Campania e su quasi tutta la Puglia (eccetto il tratto nord-occidentale della costa jonica).
Valori medi compresi tra i 7 e gli 8 MJ/m² si verificano sulla parte centro-meridionale della Sardegna e della Campania, sulla Basilicata, sul tratto nord-occidentale della costa jonica della Puglia, sulla Calabria, sul settore nord-orientale della Sicilia e sull'isola di Pantelleria.
I valori medi più elevati sono superiori agli 8 MJ/m² ed interessano gran parte della Sicilia (eccetto l'estremità nord-orientale e l'isola di Pantelleria), oltre alle isole di Ustica e di Lampedusa.

### Febbraio
| < 7 MJ/m² 7 - 8 MJ/m² 8 - 9 MJ/m² 9 - 10 MJ/m² | 10 - 11 MJ/m² 11 - 12 MJ/m² > 12 MJ/m² |

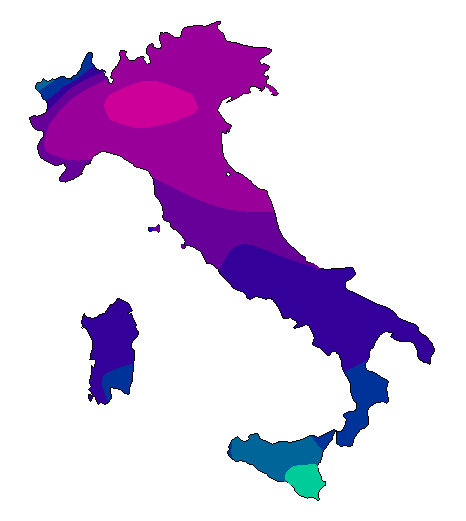
Carta della radiazione solare globale media di febbraio

Nel mese di febbraio, i valori medi più bassi sono inferiori o eguali ai 7 MJ/m² e si registrano su gran parte della Lombardia centrale e meridionale e sul Veneto centro-occidentale.
Valori medi compresi tra i 7 e gli 8 MJ/m² si verificano su quasi tutto il Piemonte (eccetto le estremità settentrionali ed occidentali), sulla Lombardia settentrionale, sul Veneto centro-orientale, sul Trentino-Alto Adige, sul Friuli-Venezia Giulia, sulla Liguria di levante e sull'estremità orientale della Liguria di ponente, sull'Emilia-Romagna, sui settori settentrionali ed orientali della Toscana, sull'Umbria e sulle Marche centro-settentrionali.
Valori medi compresi tra gli 8 e i 9 MJ/m² interessano le estremità occidentali e settentrionali del Piemonte, gran parte della Liguria di ponente, gran parte della Toscana occidentale e centro-meridionale (compresa l'Isola d'Elba), sul Lazio centro-settentrionale, sulle Marche centro-meridionali, sull'Abruzzo e sul Molise.
Valori medi compresi tra i 9 e i 10 MJ/m² si registrano sull'estremità meridionale della Valle d'Aosta, sull'isola di Pianosa, sul Lazio centro-meridionale, sulla Sardegna occidentale e centro-settentrionale, sulla Campania, sulla Basilicata e sulla Puglia.
Valori medi compresi tra i 10 e gli 11 MJ/m² si verificano sul settore centrale della Valle d'Aosta, su gran parte della Sardegna meridionale, sulla Calabria, sul settore nord-orientale della Sicilia e sull'isola di Pantelleria.
Valori medi compresi tra gli 11 e i 12 MJ/m² interessano l'estremità settentrionale della Valle d'Aosta, gran parte della Sicilia (eccetto il settore nord-orientale e quello sud-orientale), l'isola di Ustica e quella di Lampedusa.
I valori medi più elevati sono superiori ai 12 MJ/m² si registrano sull'estremità sud-orientale della Sicilia.

### Marzo
| < 11 MJ/m² 11 - 12 MJ/m² 12 - 13 MJ/m² 13 - 14 MJ/m² 14 - 15 MJ/m² | 15 - 16 MJ/m² 16 - 17 MJ/m² 17 - 18 MJ/m² > 18 MJ/m² |

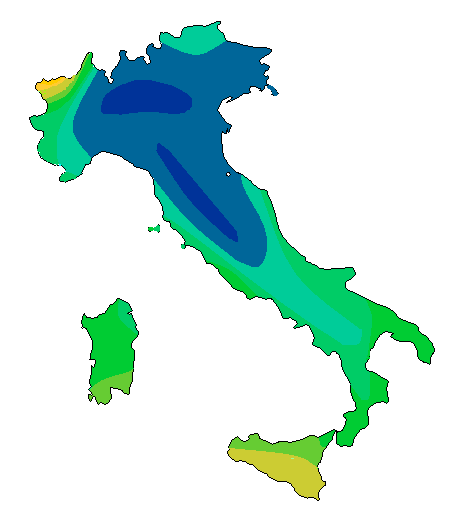
Carta della radiazione solare globale media di marzo

Nel mese di marzo, i valori medi più bassi sono inferiori o eguali agli 11 MJ/m² e si registrano su gran parte della Lombardia centro-meridionale, sul Veneto occidentale e lungo la dorsale appenninica tra l'Emilia-Romagna, la Toscana, l'Umbria e le Marche.
Valori medi compresi tra gli 11 e i 12 MJ/m² si verificano sul settore orientale del Piemonte, sulla Lombardia settentrionale, sulla parte meridionale del Trentino-Alto Adige, sul Veneto centro-orientale, sul Friuli-Venezia Giulia, sulla Liguria di levante e sull'estremità orientale della Liguria di ponente, su gran parte dell'Emilia-Romagna, sul settore centro-orientale della Toscana, sull'Umbria e sul Lazio nord-orientale.
Valori medi compresi tra i 12 e i 13 MJ/m² interessano su parte del Piemonte settentrionale ed occidentale, sul settore centro-settentrionale del Trentino-Alto Adige, su gran parte della Liguria di ponente (eccetto l'estremità orientale e quella occidentale), sul settore occidentale della Toscana centro-settentrionale, sulle Marche settentrionali e sulle zone interne del resto della regione, su gran parte delle zone interne di Lazio, Abruzzo, Molise e Campania.
Valori medi compresi tra i 13 e i 14 MJ/m² si registrano su gran parte dell'estremità settentrionale del Piemonte, sull'estremo ponente ligure, sulla Toscana meridionale (Isola d'Elba compresa), su gran parte del Lazio centro-occidentale (escluse le aree costiere e sublitoranee del Basso Lazio), sui settori centro-occidentali della Campania, sull'estremità nord-orientale della Sardegna, sui tratti costieri di Marche centro-meridionali, Abruzzo e Molise, su gran parte della Basilicata (eccetto la parte sud-orientale), su parte della Puglia centro-settentrionale e sulla Calabria settentrionale.
Valori medi compresi tra i 14 e i 15 MJ/m² si verificano sull'estremità nord-occidentale del Piemonte, sull'estremità sud-orientale della Valle d'Aosta, sull'isola di Pianosa, sulle aree costiere e sublitoranee del Basso Lazio, su gran parte della Sardegna centro-settentrionale, sulla Puglia centro-meridionale, sull'estremità sud-orientale della Basilicata, su gran parte della Calabria (eccetto l'estremità settentrionale) e sul settore nord-orientale della Sicilia.
Valori medi compresi tra i 15 e i 16 MJ/m² interessano l'estremità sud-occidentale della Valle d'Aosta, l'estremità meridionale della Sardegna, le isole di Ustica e di Pantelleria e gran parte della Sicilia settentrionale (eccetto il settore nord-orientale).
Valori medi compresi tra i 16 e i 17 MJ/m² si registrano su parte del settore centro-meridionale della Valle d'Aosta, sulla Sicilia centro-meridionale e sull'isola di Lampedusa.
Valori medi compresi tra i 17 e i 18 MJ/m² si verificano su gran parte del settore centro-settentrionale e di quello occidentale della Valle d'Aosta.
I valori medi più elevati sono superiori ai 18 MJ/m² ed interessano l'estremità più settentrionale della Valle d'Aosta.

### Aprile
| < 14 MJ/m² 14 - 16 MJ/m² 16 - 18 MJ/m² 18 - 20 MJ/m² | 20 - 22 MJ/m² 22 - 24 MJ/m² > 24 MJ/m² |

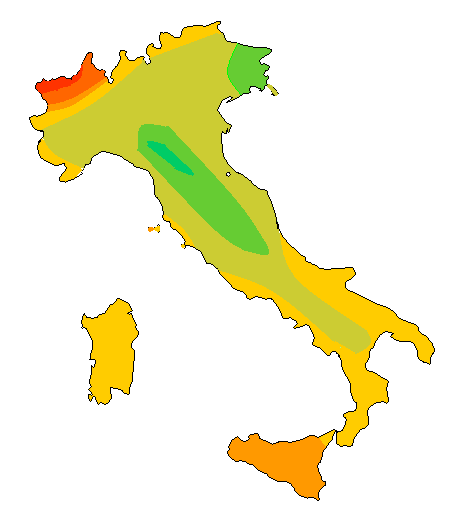
Carta della radiazione solare globale media di aprile

Nel mese di aprile, i valori medi più bassi sono inferiori o eguali ai 14 MJ/m² e si registrano sull'Appennino Tosco-Emiliano.
Valori medi compresi tra i 14 e i 16 MJ/m² si verificano su quasi tutto il Friuli-Venezia Giulia (eccetto l'estremità sud-orientale) e su gran parte delle zone interne tra Emilia centro-occidentale, Toscana, Umbria, Marche e Lazio nord-orientale.
Valori medi compresi tra i 16 e i 18 MJ/m² interessano il Veneto, gran parte di Trentino-Alto Adige e Lombardia (eccetto le estremità più settentrionali delle due regioni), gran parte del Piemonte (eccetto il settore occidentale e quello settentrionale), gran parte della Liguria (eccetto l'estremo ponente ligure), il settore centro-orientale dell'Emilia-Romagna, le Marche, quasi tutto il settore centro-occidentale della Toscana (esclusi il litorale meridionale e le isole), gran parte del Lazio centro-settentrionale e gran parte delle zone interne di Abruzzo, Molise, Campania e Basilicata.
Valori medi compresi tra i 18 e i 20 MJ/m² si registrano sull'estremità settentrionale e su quella occidentale del Piemonte, sull'estremo ponente ligure, sul litorale meridionale della Toscana e sulla parte centro-orientale dell'Isola d'Elba, sul Basso Lazio costiero e sublitoraneo, lungo le coste e aree sublitoranee di Abruzzo, Molise, Campania e Basilicata, sulla Puglia, sulla Calabria, sulla Sardegna, sul settore nord-orientale della Sicilia e sull'isola di Pantelleria.
Valori medi compresi tra i 20 e i 22 MJ/m² si verificano sull'estremità meridionale della Valle d'Aosta, sulla parte centro-occidentale dell'Isola d'Elba e sull'isola di Pianosa, su gran parte della Sicilia (eccetto il settore nord-orientale) e sulle isole di Ustica e di Lampedusa.
Valori medi compresi tra i 22 e i 24 MJ/m² interessano la fascia centrale della Valle d'Aosta.
I valori medi più elevati sono superiori ai 24 MJ/m² e si registrano su gran parte del territorio settentrionale della Valle d'Aosta.

### Maggio
| < 18 MJ/m² 18 - 20 MJ/m² 20 - 22 MJ/m² | 22 - 24 MJ/m² 24 - 26 MJ/m² > 26 MJ/m² |

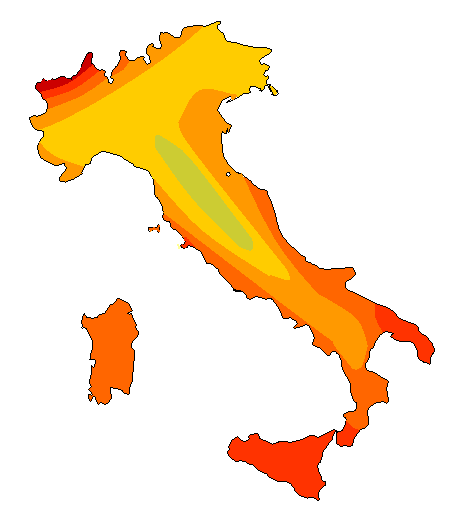
Carta della radiazione solare globale media di maggio

Nel mese di maggio, i valori medi più bassi sono inferiori o eguali ai 18 MJ/m² si registrano sull'area appenninica di Emilia-Romagna, Toscana, Umbria, Marche e Lazio.
Valori medi compresi tra i 18 e i 20 MJ/m² si verificano sul Friuli-Venezia Giulia e su gran parte dei territori regionali del Piemonte (eccetto l'estremità settentrionale e quella occidentale), della Lombardia e del Trentino-Alto Adige (eccetto le rispettive estremità settentrionali), sul Veneto centro-settentrionale e nord-occidentale, su gran parte della Liguria (eccetto l'estremo ponente), su gran parte dell'Emilia centro-occidentale, sulla Toscana settentrionale e sui settori più interni del resto della regione, su parte dell'Umbria, sulle aree più interne di Marche, Lazio e Abruzzo.
Valori medi compresi tra i 20 e i 22 MJ/m² interessano l'estremità settentrionale e quella occidentale del Piemonte, sull'estremo ponente ligure, sui settori settentrionali di Lombardia e Trentino-Alto Adige, sul Veneto centro-meridionale, sull'Emilia centro-orientale, sulla Romagna, sull'entroterra delle Marche e dell'Abruzzo, sulla Toscana centrale, sul settore centrale del Lazio e su gran parte delle zone interne di Campania, Molise e Basilicata.
Valori medi compresi tra i 22 e i 24 MJ/m² si registrano sul settore meridionale della Valle d'Aosta, sull'estremità più settentrionale della Lombardia, sulla Toscana meridionale (compresa l'Isola d'Elba), sulle aree costiere e sublitoranee di Lazio, Campania, Marche, Abruzzo, Molise e Basilicata, sui settori centro-settentrionali di Puglia e di Calabria, sulla Sardegna e sull'isola di Pantelleria.
Valori medi compresi tra i 24 e i 26 MJ/m² si verificano sul settore centrale della Valle d'Aosta, sull'isola di Pianosa, sui settori centro-meridionali di Puglia e di Calabria, sull'isola di Ustica, sulla Sicilia (valori superiori ai 25 MJ/m² su quasi tutta la regione insulare eccetto il settore nord-orientale) e sull'isola di Lampedusa.
I valori medi più elevati sono superiori ai 26 MJ/m² ed interessano le estremità più settentrionali delle Alpi nel territorio regionale di Valle d'Aosta e Piemonte.

### Giugno
| < 18 MJ/m² 18 - 20 MJ/m² 20 - 22 MJ/m² 22 - 24 MJ/m² | 24 - 26 MJ/m² 26 - 28 MJ/m² > 28 MJ/m² |

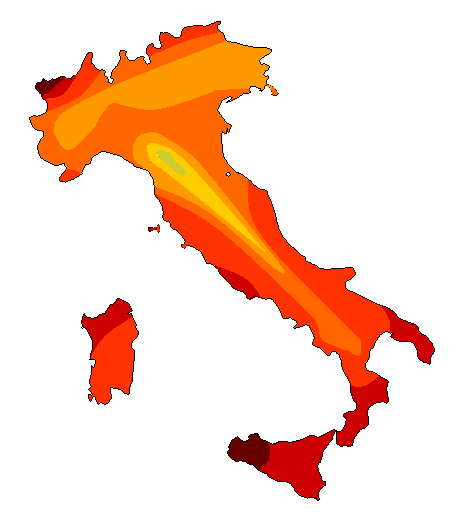
Carta della radiazione solare globale media di giugno

Nel mese di giugno, i valori medi più bassi sono inferiori o eguali ai 18 MJ/m² si registrano su un'area circoscritta dell'Appennino Tosco-Emiliano attorno alle cime più elevate.
Valori medi compresi tra i 18 e i 20 MJ/m² si verificano su gran parte della dorsale appenninica tra l'Emilia-Romagna, la Toscana, l'Umbria, le Marche e il Lazio nord-orientale.
Valori medi compresi tra i 20 e i 22 MJ/m² interessano quasi tutto il Friuli-Venezia Giulia (eccetto il settore sud-occidentale), il Veneto centro-settentrionale, il settore centro-meridionale del Trentino-Alto Adige e i settori centrali di Lombardia e Piemonte (esclusa l'estremità occidentale di quest'ultima regione), le aree a ridosso dell'Appennino di Emilia-Romagna, Toscana, Umbria, Marche, Lazio, Abruzzo e Molise.
Valori medi compresi tra i 22 e i 24 MJ/m² si registrano sul settore settentrionale, occidentale e meridionale del Piemonte, su gran parte della Lombardia settentrionale e su quella meridionale, su parte del settore settentrionale del Trentino-Alto Adige, sul settore sud-occidentale del Friuli-Venezia Giulia, sul Veneto centro-meridionale, su gran parte dell'Emilia-Romagna, sulla Toscana centrale e sulle aree più interne della stessa regione e di Marche, Abruzzo, Molise, Lazio, Campania e Basilicata.
Valori medi compresi tra i 24 e i 26 MJ/m² si verificano sulle estremità più settentrionali di Trentino-Alto Adige e Lombardia, sul settore meridionale della Valle d'Aosta, sulle aree costiere e sublitoranee di Toscana centro-meridionale (compreso il settore centro-orientale dell'Isola d'Elba), Lazio centro-settentrionale, Marche, Abruzzo, Molise, Campania e Basilicata, sul settore centro-settentrionale della Puglia, sull'estremità più settentrionale della Calabria e sulla Sardegna orientale e centro-meridionale.
Valori medi compresi tra i 26 e i 28 MJ/m² interessano il settore centrale della Valle d'Aosta, sul settore centro-occidentale dell'Isola d'Elba, sull'isola di Pianosa (valori superiori ai 27 MJ/m² su quest'ultima isola), sull'area costiera e sublitoranea del Basso Lazio, sui settori centro-meridionali di Puglia e Calabria, sulla Sardegna nord-occidentale (valori superiori ai 27 MJ/m² nella zona attorno ad Alghero e Capo Caccia) e sulla Sicilia centro-orientale, comprese le isole di Lampedusa e di Pantelleria (valori superiori ai 27 MJ/m² sull'isola di Ustica e sul settore centrale della Sicilia).
I valori medi più elevati sono superiori ai 28 MJ/m² e si registrano sulla parte settentrionale della Valle d'Aosta e sul settore occidentale della Sicilia.

### Luglio
| < 20 MJ/m² 20 - 22 MJ/m² 22 - 24 MJ/m² | 24 - 26 MJ/m² 26 - 28 MJ/m² > 28 MJ/m² |

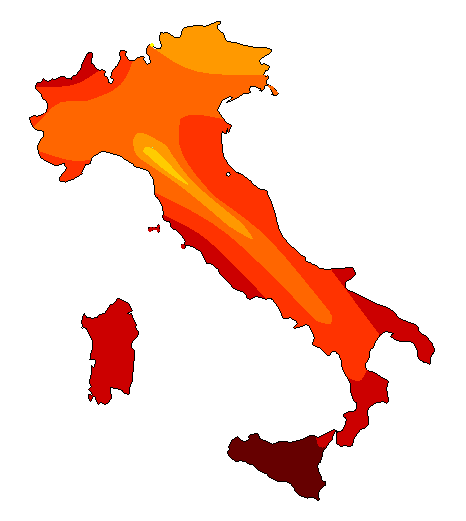
Carta della radiazione solare globale media di luglio

Nel mese di luglio, i valori medi più bassi sono inferiori o eguali ai 20 MJ/m² e si registrano su gran parte dell'Appennino tra Emilia-Romagna e Toscana.
Valori medi compresi tra i 20 e i 22 MJ/m² si verificano su Trentino-Alto Adige centro-settentrionale, sul Veneto settentrionale, sulla parte centro-settentrionale del Friuli-Venezia Giulia e sulle aree in prossimità dei rilievi appenninici di Emilia-Romagna, Toscana, Umbria e Marche.
Valori medi compresi tra i 22 e i 24 MJ/m² interessano la parte centro-meridionale del Friuli-Venezia Giulia, il Veneto centro-meridionale (escluso il Polesine), su quasi tutta l'Emilia, sulla Lombardia, su gran parte del Piemonte, sulla Liguria di levante, sulla Versilia, sul settore centrale interno della Toscana e sulle zone più interne di Umbria, Marche, Lazio, Abruzzo, Molise e Campania settentrionale.
Valori medi compresi tra i 24 e i 26 MJ/m² si registrano sull'estremità nord-occidentale alpina della Lombardia, sulle estremità occidentali e settentrionali del Piemonte, sulla Valle d'Aosta centro-meridionale, sull'estremità sud-orientale del Veneto (Polesine), sull'Emilia nord-orientale, sulla Romagna, sulla Liguria di ponente, sulla Toscana centrale, sui settori centro-orientali interni del Lazio, sui settori centro-orientali di Marche, Abruzzo e Molise fino alle coste, sull'estremità settentrionale della Puglia a nord-ovest del Gargano e sul settore occidentale interno della regione, su tutto il territorio regionale della Campania e della Basilicata e sul settore più settentrionale della Calabria.
Valori medi compresi tra i 26 e i 28 MJ/m² si verificano sul settore settentrionale della Valle d'Aosta, sulle aree costiere e sublitoranee della Toscana meridionale (comprese l'Isola d'Elba e quella di Pianosa) e del Lazio, sulla Sardegna, sul Gargano e su gran parte della Puglia e della Calabria, sulle isole di Ustica, di Pantelleria e di Lampedusa e sul settore nord-orientale della Sicilia.
I valori medi più elevati sono superiori ai 28 MJ/m² ed interessano gran parte della Sicilia (esclusi il settore nord-orientale e gran parte delle isole minori).

### Agosto
| < 18 MJ/m² 18 - 20 MJ/m² 20 - 22 MJ/m² | 22 - 24 MJ/m² > 24 MJ/m² |

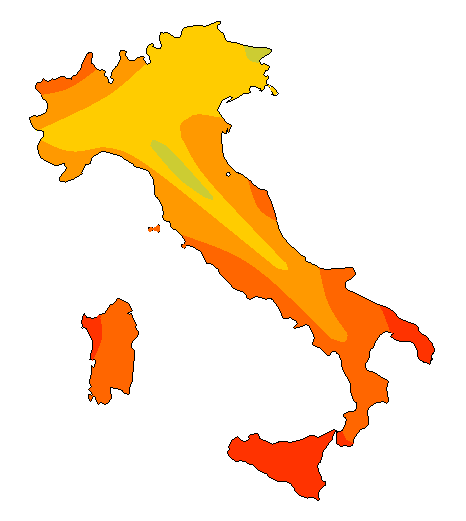
Carta della radiazione solare globale media di agosto

Nel mese di agosto, i valori medi più bassi sono inferiori o eguali ai 18 MJ/m² e si registrano all'estremità alpina nord-orientale del Friuli-Venezia Giulia e su gran parte dell'Appennino tra l'Emilia-Romagna e la Toscana.
Valori medi compresi tra i 18 e i 20 MJ/m² si verificano su quasi tutto il Friuli-Venezia Giulia (eccetto l'estremità alpina nord-orientale), sul Trentino-Alto Adige, su quasi tutto il Veneto (eccetto l'estremità sud-orientale verso il Polesine), sulla Lombardia centro-meridionale, su gran parte dell'Emilia centro-occidentale, sul Piemonte centro-meridionale (eccetto l'estremità alpina occidentale), sul settore orientale dell'Appennino Ligure e sulle zone più interne di Toscana, Umbria, Lazio e Abruzzo.
Valori medi compresi tra i 20 e i 22 MJ/m² interessano la Lombardia settentrionale, il settore settentrionale e le estremità occidentali alpine del Piemonte, la parte meridionale della Valle d'Aosta, la Riviera di Levante, tutta la Liguria di ponente, l'Emilia nord-orientale, l'estremità sud-orientale del Veneto (zona del Polesine, la Romagna, la Toscana centrale e le zone interne di quella meridionale, l'entroterra delle Marche, le zone interne del Lazio, quasi tutto il territorio regionale dell'Abruzzo, il Molise e le zone interne della Campania settentrionale.
Valori medi compresi tra i 22 e i 24 MJ/m² si registrano sulla parte settentrionale della Valle d'Aosta, sulle Marche, sulle aree costiere e sublitoranee della Toscana meridionale (compresa l'Isola d'Elba e quella di Pianosa), del Lazio e della Campania settentrionale (oltre a tutto il settore centro-meridionale di quest'ultima regione), sulla Puglia centro-settentrionale, sulla Basilicata, su quasi tutta la Calabria (eccetto l'estremità meridionale della regione) e su gran parte della Sardegna (eccetto il tratto costiero occidentale del settore centro-settentrionale della regione insulare).
I valori medi più elevati sono superiori ai 24 MJ/m² si verificano sul settore più occidentale della Sardegna centro-settentrionale, sulla Puglia centro-meridionale, sull'estremità meridionale della Calabria e sulla Sicilia (comprese tutte le isole minori).

### Settembre
| < 16 MJ/m² 16 - 18 MJ/m² | 18 - 20 MJ/m² > 20 MJ/m² |

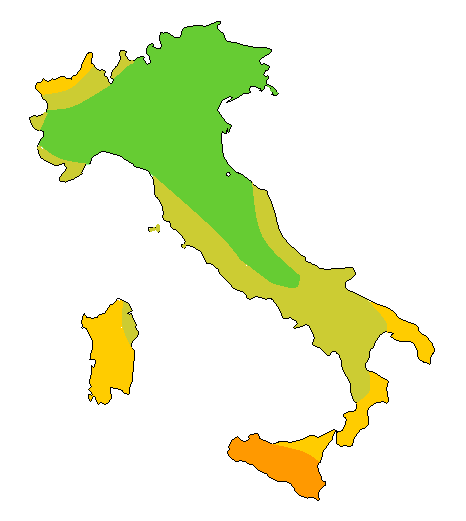
Carta della radiazione solare globale media di settembre

Nel mese di settembre, i valori medi più bassi sono inferiori o eguali ai 15 MJ/m² e si registrano sul Friuli-Venezia Giulia, su gran parte delle aree pianeggianti tra Piemonte, Lombardia e Veneto (esclusa l'estremità meridionale di quest'ultima regione) e sull'Appennino tra Emilia-Romagna, Toscana, Umbria, Marche, Lazio ed Abruzzo.
Valori medi compresi tra i 15 e i 16 MJ/m² si verificano sull'arco alpino centrale, sull'estremità settentrionale, su quella occidentale e su quella meridionale del Piemonte, su gran parte della Liguria (eccetto l'estremità occidentale della Liguria di ponente), sull'estremità sud-orientale del Veneto (Polesine), su gran parte dell'Emilia-Romagna, sul settore settentrionale e sulle zone interne della Toscana, sull'estremità settentrionale e sulle zone interne delle Marche, sulle aree interne di Abruzzo e Molise e sul settore centro-orientale del Lazio.
Valori medi compresi tra i 16 e i 18 MJ/m² interessano alcune zone alpine del Piemonte occidentale, la parte centro-meridionale della Valle d'Aosta, l'estremità alpina nord-occidentale della Lombardia, l'estremo ponente ligure, le aree costiere e sublitoranee della Toscana (comprese le isole), del Lazio, delle Marche, dell'Abruzzo e del Molise, la Campania, la Basilicata, la Puglia centro-settentrionale, il settore nord-occidentale della Calabria e la costa nord-orientale della Sardegna.
Valori medi compresi tra i 18 e i 20 MJ/m² si registrano su quasi tutta la Sardegna (eccetto la costa nord-orientale), sulla Puglia centro-meridionale, su gran parte della Calabria (escluso il settore nord-occidentale), sull'isola di Pantelleria e su gran parte del settore settentrionale della Sicilia (esclusa l'estremità occidentale): nel dettaglio, va precisato che i valori sono però inferiori ai 19 MJ/m² sull'estremità nord-orientale della Sicilia.
I valori medi più elevati sono superiori ai 20 MJ/m² ed interessano la Sicilia occidentale e centro-meridionale (escluse però gran parte delle isole minori).

### Ottobre
| < 9 MJ/m² 9 - 10 MJ/m² 10 - 11 MJ/m² 11 - 12 MJ/m² | 12 - 13 MJ/m² 13 - 14 MJ/m² > 14 MJ/m² |

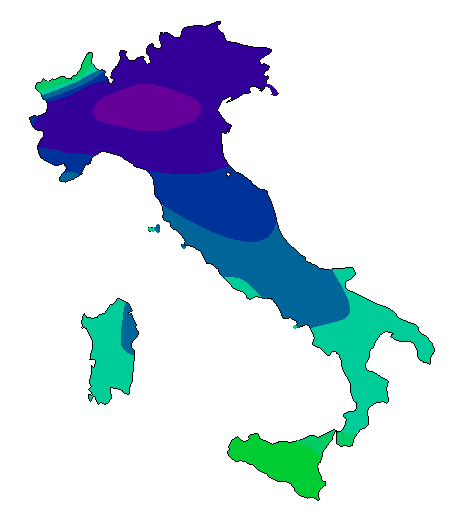
Carta della radiazione solare globale media di ottobre

Nel mese di ottobre, i valori medi più bassi sono inferiori o eguali ai 9 MJ/m² e si registrano su gran parte della Lombardia centrale e meridionale e sul Veneto occidentale.
Valori medi compresi tra i 9 e i 10 MJ/m² si verificano sul Friuli-Venezia Giulia, sul Trentino-Alto Adige, sul Veneto centro-occidentale, sulla Lombardia settentrionale, su gran parte del Piemonte (eccetto l'estremità sud-occidentale della regione), sulla Liguria di levante, sull'Appennino Tosco-Emiliano, sull'Emilia e sulla Romagna settentrionale.
Valori medi compresi tra i 10 e gli 11 MJ/m² interessano sul settore meridionale della Valle d'Aosta, sull'estremità sud-occidentale del Piemonte, sul settore centro-orientale della Liguria di ponente, sulla Toscana centro-settentrionale, sull'Umbria, sulle Marche centro-settentrionali e sul Lazio nord-orientale.
Valori medi compresi tra gli 11 e i 12 MJ/m² si registrano lungo una fascia territoriale ristretta della Valle d'Aosta centrale, sull'estremo ponente ligure, sulla Toscana meridionale (compresa la parte centro-orientale dell'Isola d'Elba, su gran parte del Lazio (eccetto l'estremità nord-orientale ed il medio e Basso Lazio costiero e sublitoraneo), sulla Campania centro-settentrionale, sulle Marche centro-meridionali, sull'Abruzzo, sul Molise, sull'estremità nord-occidentale della Puglia e lungo il litorale più settentrionale della costa orientale della Sardegna.
Valori medi compresi tra i 12 e i 13 MJ/m² si verificano su parte della Valle d'Aosta settentrionale, sul settore centro-occidentale dell'Isola d'Elba e sull'isola di Pianosa, sul medio e Basso Lazio costiero e sublitoraneo, sulla Campania centro-meridionale, sulla Basilicata, su gran parte della Puglia (eccetto l'estremità nord-occidentale), su gran parte della Calabria (eccetto l'estremità meridionale) e su gran parte della Sardegna (eccetto la parte settentrionale della costa orientale).
Valori medi compresi tra i 13 e i 14 MJ/m² si registrano sull'estremità più settentrionale della Valle d'Aosta, sull'estremità meridionale della Calabria e su quella nord-orientale della Sicilia, sull'isola di Ustica, su quella di Pantelleria e sull'arcipelago delle Eolie.
I valori medi più elevati sono superiori ai 14 MJ/m² ed interessano l'isola di Lampedusa e gran parte della Sicilia (escluso il settore nord-orientale e le isole di Ustica, Pantelleria e dell'arcipelago delle Eolie).

### Novembre
| < 5 MJ/m² 5 - 6 MJ/m² 6 - 7 MJ/m² 7 - 8 MJ/m² | 8 - 9 MJ/m² 9 - 10 MJ/m² > 10 MJ/m² |

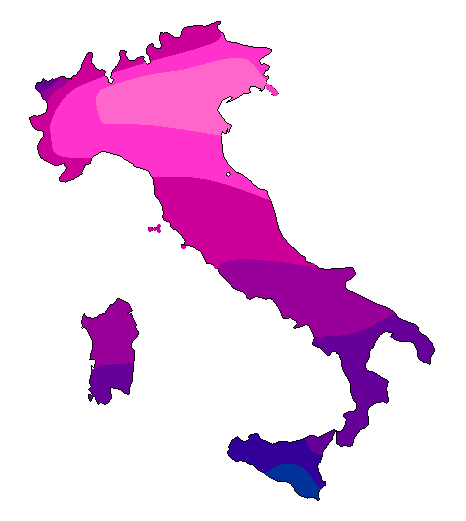
Carta della radiazione solare globale media di novembre

Nel mese di novembre, i valori medi più bassi sono inferiori o eguali ai 5 MJ/m² e si registrano su gran parte delle aree pianeggianti di Lombardia, Veneto e Friuli-Venezia Giulia.
Valori medi compresi tra i 5 e i 6 MJ/m² si verificano sull'estremità sud-orientale e su quella settentrionale alpina del Friuli-Venezia Giulia, su gran parte del Trentino-Alto Adige (eccetto l'estremità nord-occidentale), su parte della Lombardia settentrionale, su gran parte del Piemonte (eccetto l'estremità settentrionale e quella occidentale della regione), sulla Liguria di levante, sull'Emilia-Romagna e sulle Marche settentrionali (compreso il promontorio del Conero).
Valori medi compresi tra i 6 e i 7 MJ/m² interessano le estremità settentrionali del Trentino-Alto Adige e della Lombardia, l'estremità settentrionale e quella occidentale del Piemonte, l'estremità sud-orientale della Valle d'Aosta, la Liguria di ponente, la Toscana (compresa l'Isola d'Elba), l'Umbria, le Marche centro-meridionali, il Lazio centro-settentrionale, l'Abruzzo e il Molise.
Valori medi compresi tra i 7 e gli 8 MJ/m² si registrano su gran parte della Valle d'Aosta centro-meridionale, sull'isola di Pianosa, sul Lazio centro-meridionale, e sui settori centro-settentrionali della Campania, della Basilicata, della Puglia e della Sardegna.
Valori medi compresi tra gli 8 e i 9 MJ/m² si verificano sull'estremità settentrionale della Valle d'Aosta, sulla Sardegna meridionale, sui settori centro-meridionali di Campania, Basilicata e Puglia, sulla Calabria e sull'estremità nord-orientale della Sicilia.
Valori medi compresi tra i 9 e i 10 MJ/m² interessano le isole di Ustica, Pantelleria e Lampedusa e gran parte del territorio della Sicilia (eccetto l'estremità nord-orientale e la parte centro-orientale del settore meridionale della regione insulare).
I valori medi più elevati sono superiori ai 10 MJ/m² e si registrano sull'estremità sud-orientale e su parte del settore meridionale della Sicilia.

### Dicembre
| < 4 MJ/m² 4 - 5 MJ/m² 5 - 6 MJ/m² | 6 - 7 MJ/m² > 7 MJ/m² |

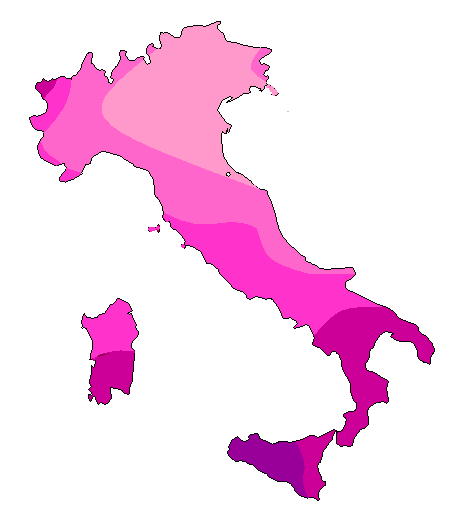
Carta della radiazione solare globale media di dicembre

Nel mese di dicembre, i valori medi più bassi sono inferiori o eguali ai 4 MJ/m² e si registrano su gran parte della Lombardia centrale e meridionale, su quasi tutto il Trentino-Alto Adige (esclusa l'estremità nord-occidentale), sul Veneto, su quasi tutto il Friuli-Venezia Giulia (eccetto il settore più orientale) e sulle aree pianeggianti dell'Emilia-Romagna e delle Marche settentrionali fino al promontorio del Conero.
Valori medi compresi tra i 4 e i 5 MJ/m² si verificano sull'estremità alpina orientale del Friuli-Venezia Giulia, sull'estremità nord-occidentale del Trentino-Alto Adige, sul settore più settentrionale della Lombardia, su gran parte del Piemonte (eccetto i settori occidentali alpini), sull'estremità sud-orientale della Valle d'Aosta, su gran parte della Liguria (eccetto l'estremo ponente ligure), sulla Toscana centro-settentrionale (isole escluse), sull'Umbria, sulle Marche centro-meridionali e lungo le aree costiere e sublitorane di Abruzzo, Molise e Gargano settentrionale.
Valori medi compresi tra i 5 e i 6 MJ/m² interessano gran parte della Valle d'Aosta (eccetto l'estremità sud-orientale e quella nord-occidentale della regione), l'estremo ponente ligure, la Toscana meridionale (comprese le isole dell'arcipelago), il Lazio, la Campania centro-settentrionale, i settori centro-occidentali di Abruzzo e Molise, gran parte della Puglia settentrionale (eccetto l'estremità settentrionale del Gargano) e la parte centro-settentrionale della Sardegna.
Valori medi compresi tra i 6 e i 7 MJ/m² si registrano sull'estremità nord-occidentale della Valle d'Aosta, sulla Sardegna centro-meridionale, sulla Campania centro-meridionale, sulla Basilicata, sulla Puglia centro-meridionale, sulla Calabria, sulla parte orientale della Sicilia e sulle isole di Lampedusa, Pantelleria e dell'arcipelago delle Eolie.
I valori medi più elevati sono superiori ai 7 MJ/m² ed interessano la Sicilia centro-occidentale, compresa l'isola di Ustica.

## Radiazione solare globale giornaliera media annua
Esaminando i dati della rete di stazioni piranometriche del Servizio Meteorologico dell'Aeronautica Militare, i cui dati possono essere estesi anche alle rispettive aree microclimatiche dove tali stazioni sono ubicate, spicca che la radiazione solare globale giornaliera media annua fa registrare il valore più basso presso la stazione meteorologica di Monte Cimone con 140,2 MJ/m². Le aree corrispondenti dell'Appennino Tosco-Emiliano fanno registrare pertanto un valore medio annuo inferiore ai 150 MJ/m².
Valori medi annui superiori ai 150 MJ/m² si verificano sul Piemonte centro-orientale, sulla Liguria di levante, sulla Lombardia, sul Trentino-Alto Adige, sul Veneto, sul Friuli-Venezia Giulia, su gran parte dell'Emilia-Romagna e sulla dorsale appenninica tra l'Emilia, la Toscana, l'Umbria, le Marche e il Lazio.
Valori medi annui superiori ai 170 MJ/m² interessano la Liguria di ponente, gran parte della Toscana e del Lazio centro-settentrionale, gran parte delle Marche, dell'Abruzzo e del Molise, la Campania, la Basilicata, la Puglia settentrionale e la Sardegna nord-orientale.
Valori medi annui superiori ai 190 MJ/m² si registrano su gran parte della Valle d'Aosta, sull'estremità occidentale alpina del Piemonte, sull'isola di Pianosa, sulle aree costiere e sublitoranee del medio e Basso Lazio, sulla Puglia centro-meridionale, sulla Calabria, sulla Sardegna e su gran parte della Sicilia (comprese le isole di Ustica, Pantelleria e Lampedusa.
Il valore più elevato viene toccato, invece, presso la stazione meteorologica di Gela con una media annua di 218,32 MJ/m²; il valore medio annuo superiore ai 210 MJ/m² interessa pertanto la parte meridionale e l'estremità sud-orientale della Sicilia.

## Rete di stazioni piranometriche
Il Servizio Meteorologico dell'Aeronautica Militare dispone di una rete di stazioni ufficialmente riconosciute dall'Organizzazione Meteorologica Mondiale dotate di piranometro, gran parte delle quali gestite direttamente. Le stazioni ufficiali che, da nord a sud, effettuano rilevazioni sulla radiazione solare sono le seguenti:
- Stazione meteorologica di Bolzano
- Stazione meteorologica di Udine Rivolto
- Stazione meteorologica di Plateau Rosa
- Stazione meteorologica di Torino Caselle
- Stazione meteorologica di Torino-Bric della Croce
- Stazione meteorologica di Milano Linate
- Stazione meteorologica di Venezia Tessera
- Stazione meteorologica di Trieste Barcola
- Stazione meteorologica di Genova-Sestri Ponente
- Stazione meteorologica di Monte Cimone
- Stazione meteorologica di Bologna Borgo Panigale
- Stazione meteorologica di Capo Mele
- Stazione meteorologica di Pisa San Giusto
- Stazione meteorologica di Ancona Falconara
- Stazione meteorologica di Ancona Monte Cappuccini
- Stazione meteorologica di Pianosa
- Stazione meteorologica di Monte Terminillo
- Stazione meteorologica di Bracciano Vigna di Valle
- Stazione meteorologica di Pescara Aeroporto
- Stazione meteorologica di Roma Ciampino
- Stazione meteorologica di Foggia Amendola
- Stazione meteorologica di Olbia Costa Smeralda
- Stazione meteorologica di Napoli Capodichino
- Stazione meteorologica di Alghero Fertilia
- Stazione meteorologica di Capo Palinuro
- Stazione meteorologica di Brindisi
- Stazione meteorologica di Cagliari Elmas
- Stazione meteorologica di Crotone-Isola di Capo Rizzuto
- Stazione meteorologica di Ustica
- Stazione meteorologica di Messina
- Stazione meteorologica di Reggio Calabria
- Stazione meteorologica di Trapani Birgi
- Stazione meteorologica di Gela
- Stazione meteorologica di Pantelleria